# Petit indi
Petit indi és una pel·lícula hispanofrancesa del 2009 dirigida per Marc Recha, autor també del guió amb Nadine Lamari i produïda per Parallamps amb coproducció de Televisió de Catalunya. Ha estat rodada en set setmanes a Vallbona i descriu en clau de faula fatalista el pas per l'adolescència d'un noi d'una família disfuncional, interpretat pel debutant Marc Soto, amb somnis que topen amb la crua realitat, mostrant una perspectiva de la perifèria de Barcelona fronterera entre la ciutat i el camp lluny de l'AVE i el turisme. Ha estat doblada al català.

## Sinopsi
L'Arnau és un adolescent que prepara ocells per portar-los a concursos i té les seves esperances posades en un verdum. La seva mare és a la presó de Wad-Ras i viu amb la seva germana Sole en una casa a punt de ser desallotjada a Vallbona (Nou Barris). El noi veu contracta un advocat de prestigi que ha vist a televisió perquè alliberi la seva mare. Un dia troba una guineu ferida als marges del riu Besòs, se l'emporta, la cura i l'adopta. Quan el seu ocell guanya el concurs, influït pel seu oncle Ramon i el seu germà Sergi, comença a apostar, però un dia li roben la cartera. Aleshores decideix vendre l'ocell per pagar l'advocat, però descobreix que la guineu l'ha matat. Aleshores mata la guineu i la llença al Besòs.

## Repartiment
- Marc Soto ...	Arnau
- Eulàlia Ramon 	...	Sole
- Sergi López i Ayats...	Oncle Ramon
- Eduardo Noriega...	Sergi
- Pere Subirana 	...	Aranya
- Lluís Marco	 ...	President penya ocellaire
- Agustí Villaronga	...	Home sabates blanques

## Nominacions
Fou estrenada al Festival de Cinema de Locarno, on va ser candidata al Premi Variety Piazza Grande. També fou exhibida a la Seminci del 2009. Marc Soto fou nominat a millor actor als Premis Cinematogràfics José María Forqué de 2010.
Premis Gaudí de 2010
| Categoria                    | Persona                            | Resultat |
| ---------------------------- | ---------------------------------- | -------- |
| Millor direcció de producció | Oriol Marcos Mat Troi Day          | Nominats |
| Millor direcció              | Marc Recha i Batallé               | Nominat  |
| Millor fotografia            | Hélène Louvart                     | Nominada |
| Millor actor de repartiment  | Sergi López i Ayats                | Nominat  |
| Millor guió                  | Marc Recha i Batallé Nadine Lamari | Nominats |